# Kalos kagathos
Kalòs kagathós (en griego antiguo: καλὸς κἀγαθός) es una expresión usada por escritores clásicos de la Grecia clásica para significar la fusión de la nobleza de aspecto y de bien moral como ideal de conducta personal, sobre todo en un contexto militar. Su uso está atestiguado desde Heródoto y el período clásico. La frase está compuesta por dos adjetivos, καλὸς (kalòs, 'bello') y ἀγαθός (agathós, 'bueno'), el segundo de los cuales se combina por crasis o contracción gramatical con καί, 'y', para formar κἀγαθός. Werner Jaeger lo resume como «una formación espiritual plenamente consciente» que estaría fundada en «una concepción de conjunto acerca del hombre».

## Usos
La frase podría ser utilizada tanto en un sentido genérico, o con cierta fuerza específica. Como término genérico, que pudo haber sido utilizado como la combinación de virtudes distintas, que podríamos traducir como 'bello y valiente', o de la intersección entre las dos palabras 'bueno' y 'honrado'. También se han dado traducciones como 'señor' o 'caballero', que tradicionalmente se han sugerido para transmitir el aspecto social de la frase, mientras que 'héroes de guerra' y similares son versiones más recientes, y hacen hincapié en el elemento militar.[cita requerida]
Se convirtió en una frase fija por el cual la aristocracia ateniense se refirió a sí misma; en los filósofos éticos, los primeros de los cuales eran señores atenienses, el término pasó a significar el hombre ideal o perfecto.
La posesión de la belleza y el bien (kalòs kai agathós) tiene su equivalente latino mens sana in corpore sano ('mente sana en cuerpo sano'), que indica un equilibrio ideal entre el cuerpo y el espíritu como objetivo educativo de primer rango.

## Καλὸς
El adjetivo (καλὸς) significa hermoso y abarca significados equivalentes al español como 'bueno', 'noble' y 'guapo'. La forma dada por la convención es el masculino, pero fue igualmente utilizado respecto a las mujeres (la forma femenina es καλή), e incluso podía describir animales u objetos inanimados.
Platón, en su obra República, utilizó el término τό καλόν (la forma neutra) en sus intentos de definir ideales. Sin embargo, su protagonista en el diálogo, Sócrates, declaró que no comprendía plenamente la naturaleza de este καλόν.

## Ἀγαθός
Este segundo adjetivo significa 'bueno', y no tenía connotaciones físicas o estéticas particulares, pero podía describir la excelencia de una persona de carácter (la virtud ética), por ejemplo, su valentía. También incluye un aspecto de utilidad, en cuanto se alcanza alguna consecuencia provechosa para el sujeto.